# Freya (radar)
Freya byl radar včasné výstrahy provozovaný Německem během druhé světové války. Pojmenován byl podle severské bohyně Freyji. Během války bylo postaveno přes tisíc jednotlivých stanic. Námořní verze provozovaná na mírně odlišné vlnové délce byla vyvinuta jako Seetakt.

## Vývoj
První testy systému "Freya" byly provedeny na počátku roku 1937 s tím, že první dodávku operačně nasaditelného radaru dostane Kriegsmarine v roce 1938 od společnosti GEMA. Freya podporovala ranou verzi identifikátoru přítel / nepřítel (IFF). Letadla vybavená FuG 25a "Erstling" IFF systémem mohla být úspěšně dotazována na vzdálenost přes 100 km.
Radar Freya byl vyspělejší než jeho britský protějšek Chain Home. Byl provozován na vlnové délce 1.2 m  (250 MHz), zatímco Chain Home používal délku 12 m. To umožňovalo německým uživatelům použít mnohem menší anténní systém. A také nabídlo vyšší rozlišení, které umožnilo detekovat menší cíle.
Vzhledem k složitosti konstrukce bylo v provozu pouze osm stanic systému Freya, když začala válka. Britský Chain Home byl sice méně pokročilý a více náchylný k chybám, ale byl také jednodušší, což znamenalo, že byl kompletně připraven na Bitvu o Británii.

## Varianty
- FuMG 450 Freya , zpočátku nazývaná FuMG 41 G (rozsah se zvýšil na 120 km)
- FuMG Freya LZ
- FuMG 480
- FuMG 44 "Drehfreya" (německy: "rotující Freya"), přechodových model FuMG 44/404 (námořní: FuMO371), "Jagdschloss" PPI radar
- FuMG 451 "Freiburg", 162-200 MHz
- FuMG 321-328 (německé námořní označení)

## Nasazení a provoz
Freya byla často používána ve shodě s primárním německým radarem Würzburg Riese ("Würzburský obr"); Freya vyhledala cíle na dlouhé vzdálenosti a pak je „předala“  k dalšímu sledování Würzburgu.
Později v průběhu války byla Freya provozována v pásmu od 2.5 do 2.3 m (120 až 130 MHz), s šířkou impulsu tři mikrosekundy.
To mělo za následek maximální dosah jen 160 km, což bylo horší než Chain Home. Navíc nebylo možné přesně určit nadmořskou výšku.

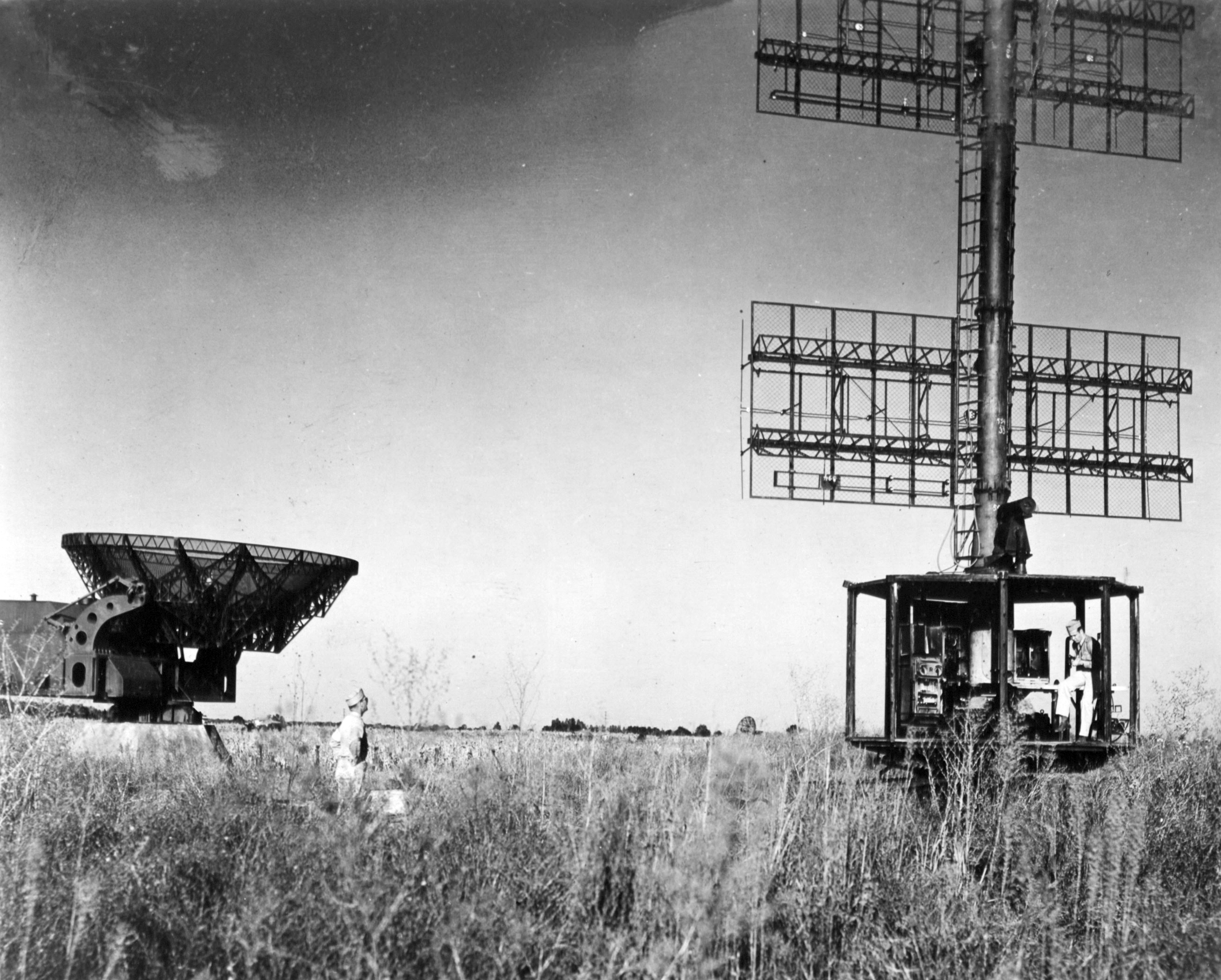
Freya (vpravo) a Würzburg-Riese, Rumunsko, 1944

Freya byla poprvé úspěšně využita 18. prosince 1939 , kdy dvě stanice detekovaly blížící se denní nálet na Wilhelmshaven provedený 22 bombardéry RAF Vickers Wellington na vzdálenost 113 km. Pouze polovina Wellingtonů se vrátila do Británie nepoškozena po napadení německými stíhači. Tři německé stíhačky byly sestřeleny a dalších 12 strojů bylo poškozeno během bitvy. Výkon systému Freya Luftwaffe natolik ohromil, že nechalo na jaře roku 1940 nainstalovat jedenáct stanic Freya k hlídání německé západní hranice. Po invazi do Francie v roce 1940 byly další stanice postaveny podél pobřeží Atlantiku. Když Británie spustila své bombardovací kampaně, nařídil Hermann Göring plukovníkovi Josefu Kammhuberovi instalaci účinné protivzdušné obrany. Byla tedy vytvořena tzv. Kammhuberova linie, do které byly začleněny další stanice systému. 
Freya byla nasazena i jako mobilní systém jako součást radarového vlaku.

## Britská rozvědka
Jedním z prvních, kdo poskytl informace britské zpravodajské službě, byl mladý dánský letecký poručík Thomas Sneum. Ten, riskuje vlastní život, vyfotografoval radarové zařízení na dánském ostrově Fano v roce 1941. Negativy přivezl do Británie během dramatického letu, který byl předlohou k novele Kena Folletta s názvem Hornet Flight. 

## Další rozvoj

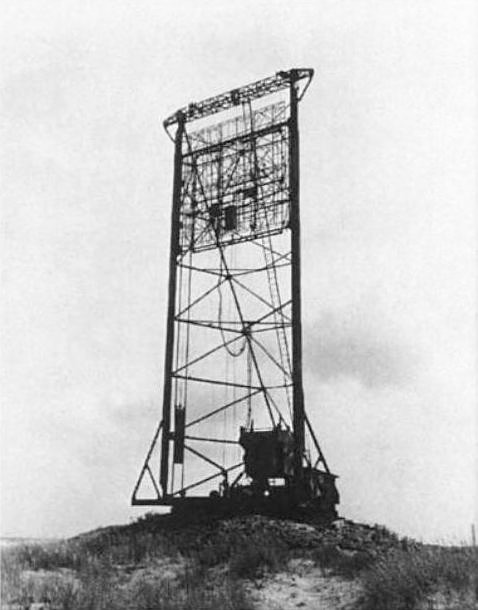
FuMG 401 "Freya-Fahrstuhl" (německy: "výtah Freya")

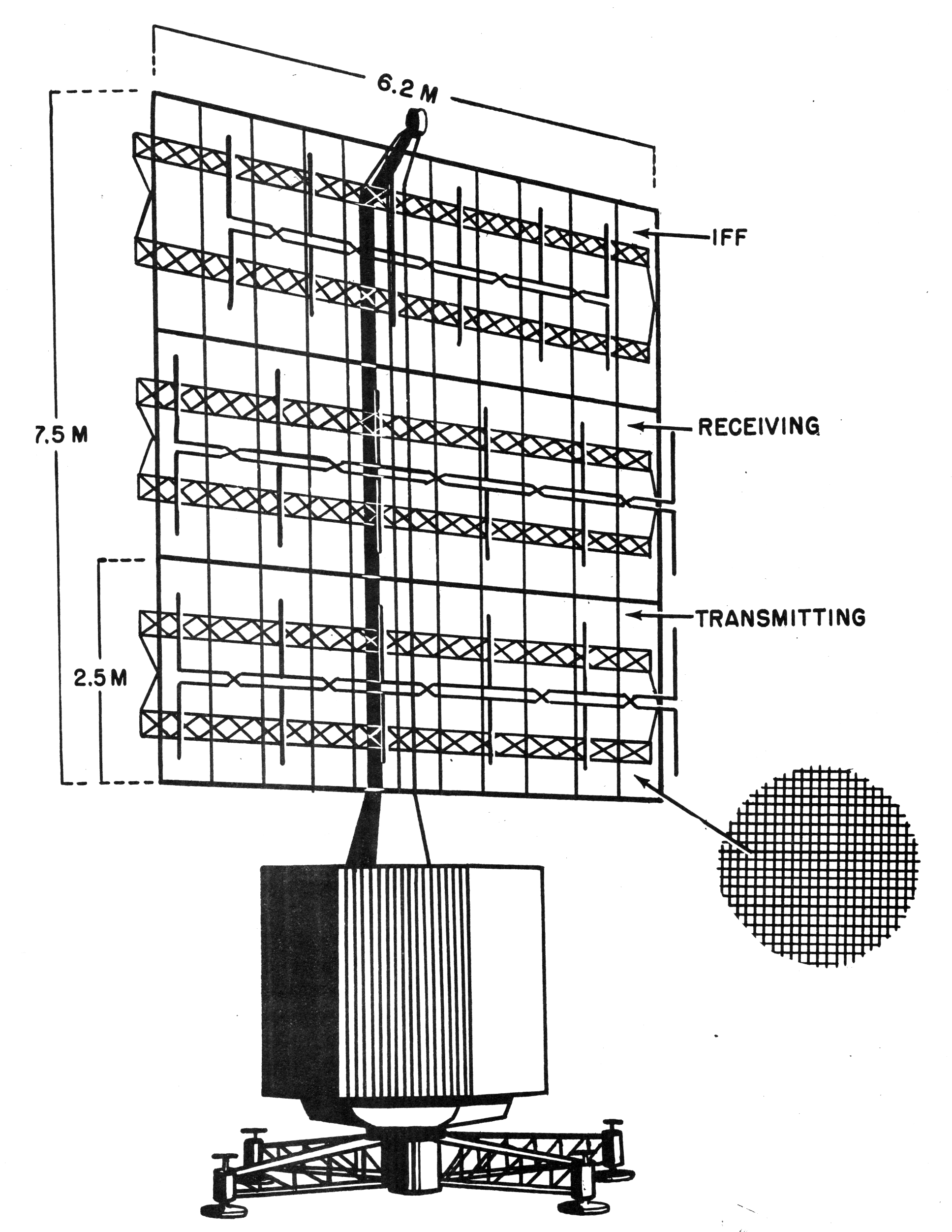
FuMG 401: Pro experimentování s paprskovým odrazem na zemi (a následným změnám v náměru) byla anténa Freya namontována na dřevěnou podporu tak, aby s ní bylo možno pohybovat nahoru a dolu.
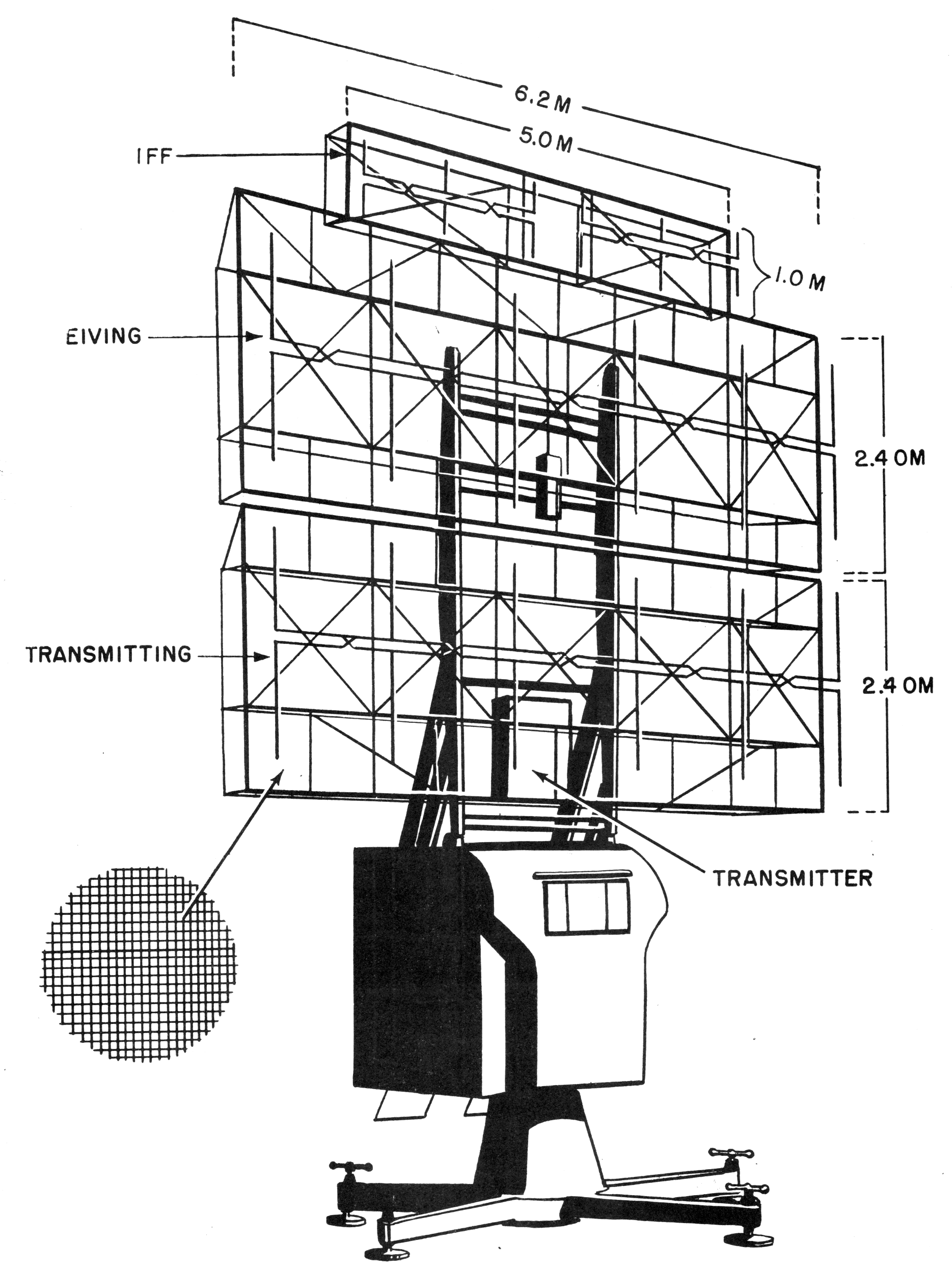
FuMG 41: Ve snaze zvýšit rozsah bez změny vysílače bylo několik anténních polí Freya spojeno dohromady. Tato zařízení, nazývané "Wassermann", mělo nejen větší rozsah, ale bylo také přesnější.  - Tyč Freya radar
  - A Ohebný Freya radar